# Пелед, Йоси
Йоси Пелед (ивр. יוסי פלד‎; род. 18 января 1941 года, Бельгия) — израильский политик и военный, депутат кнессета 18-го созыва от партии «Ликуд».

## Биография
Йоси Пелед родился 18 января 1941 года в Бельгии. Первая фамилия — Менделевич. Во время Второй мировой войны маленький Йоси вместе с сестрой были переданы приёмной бельгийской семье. Отец Пеледа погиб в Освенциме, чудом выжившая мать забрала детей после войны и семья репатриировалась в Израиль, в кибуц Негба. Йоси Пелед учился в Тель-Авивском университете на историческом факультете. Там же изучал политологию.
Пелед разведён, имеет двух детей.

### Военная карьера
Йоси Пелед начал службу в армии обороны Израиля в 1959 году. В Шестидневную войну был командиром роты, в Войну на истощение командовал танковым полком. В войне Судного дня Пелед — командующий резервистской бригадой 205, принявшей тяжёлые бои на Голанских высотах против превосходящих сил противника. С 1986 по 1991 год Йоси Пелед командует Северным военным округом.
После выхода в отставку Йоси Пелед занимается общественной деятельностью, в том числе является председателем комиссии по выяснению причин похищения трёх израильских солдат на израильско-ливанской границе, руководит комиссией по проблемам солдат Армии Южного Ливана, председатель специальной комиссии по выяснению причин железнодорожной катастрофы в Бейт-Иегошуа.

### Политическая деятельность
В 1996 году, Йоси Пелед вступает в ряды партии Ликуд. На Праймериз 2008 г., Пелед занимает 15 место в списке партии. После победы на выборах Пеледу предложен пост министра без портфеля в правительстве Биньямина Нетаньяху. 13 сентября 2012 года Йоси Пелед подал в отставку с поста министра и депутата кнессета, чтобы перейти на работу в компанию Eilat-Ashkelon Pipeline Company Group, управляющей нефтепроводом Эйлат-Ашкелон.